# Yung Beef
Yung Beef, pseudonimo di Fernando Gálvez Gómez (Granada, 23 gennaio 1990), è un rapper spagnolo.

## Biografia
Nasce a Granada, dove vive gran parte della sua vita.
In seguito si trasferisce a Leonberg.
Comincia a lavorare all'età di 13 anni, fra Granada, Marsiglia e Londra.
Nel 2013 pubblica l'album ADROMICFMS, e crea il gruppo PXXR GANG, con i quali membri si trasferisce a Barcellona. Nel 2014 pubblica il long play Thr Poor.
Fra il 2017 ed il 2018 pubblica gli album ADROMICFMS 2, Perreo de la muerte, Kowloon, ADROMICFMS 4, e The Plugg Mixtape, costituiti principalmente da brani trap.
Nel 2020 pubblica due nuove versioni di Perreo de la muerte.
Pubblica anche l'album Shishi Plugg.

## Discografia

### Album in studio
- 2013 - A.D.R.O.M.I.C.F.M.S. 1
- 2014 - #Freemolly
- 2015 - A.D.R.O.M.I.C.F.M.S. 2 (con Steve Lean)
- 2015 - Perreo de la muerte
- 2018 - A.D.R.O.M.I.C.F.M.S. 4
- 2019 - Perreo de la muerte 2
- 2021 - El Plugg 2
- 2021 - Gangster Original
- 2023 - #A.D.R.O.M.I.C.F.M.S. 4 1/2
- 2025 - Traumatismo Kraneoencefálico II (con Goa)

### Raccolte
- 2018 - Grandes clásicos

### Mixtape
- 2016 - Fashion Mixtape
- 2017 - Kowloon Mixtape
- 2018 - El Plugg Mixtape
- 2018 - Traumatismo Kraneoencefálico
- 2020 - Perreo de la muerte 2.5
- 2020 - Shishi Plugg (con Pablo Chill-E)
- 2020 - Sonrisas

### EP
- 2015 - Trunks Future Bricks
- 2015 - Ballin No Champions League 2k15
- 2015 - Strap Wars (con Hakim)
- 2016 - La última cena (con Fly Migo Bankroll)
- 2019 - Beef Jay (con Papi Trujillo)
- 2020 - Lágrimas
- 2021 - Drugrats (con Yxungdy970 e Uzii Gaang)
- 2022 - Super High (con El High)
- 2023 - Ganster Paradise
- 2023 - Bajo bajo mundo